# Živa (czasopismo)
„Živa” – czeskie czasopismo popularnonaukowe wydawane z przerwami od 1853 roku.

## Historyczne edycje
Jest najstarszym czeskim czasopismem popularnonaukowym. Pomysłodawcą i pierwszym redaktorem naczelnym pisma był biolog Jan Evangelista Purkyně, który niedługo wcześniej wrócił do Pragi po pracy na Królewskim Uniwersytecie Wrocławskim. Wśród jego idei była zarówno popularyzacja nauki, jak i wspieranie czeskiego odrodzenia narodowego, czemu miało służyć utworzenie pisma w miejsce nieistniejącego już wówczas Kroku. Udało mu się do tego przekonać Macierz Czeską przy ówczesnym Muzeum Królestwa Czeskiego (później Muzeum Narodowe w Pradze), która została wydawcą nowego pisma – „Živy” w okresie 1853–1868. Współredaktorem został geolog Jan Krejčí, a w pewnym okresie Eduard Grégr. Do niektórych numerów dołączano dodatki tematyczne, np. „Domácí lékař”. Po śmierci Purkyněgo muzeum przestało wydawać czasopismo. W zamian, pod tytułem „Živa, sborník vědecký”, wydało w latach 1869–1874 dwanaście monografii tematycznych.  
W 1891 roku czasopismo pod tytułem „Živa, časopis přírodnický”  reaktywowało wydawnictwo J. Otty. Redaktorem naczelnym został chemik Bohuslav Raýman, pełniąc tę funkcję do 1910 roku. Początkowo współredaktorem był fizjolog František Mareš. W okresie 1910–1915 redaktorem naczelnym był biolog Bohumil Němec.

## Współczesna wersja
Kolejna reaktywacja czasopisma nastąpiła w 1953 roku – jako dwumiesięcznika. Wydawcą zostało wydawnictwo Czechosłowackiej Akademii Nauk, później Akademii Nauk Republiki Czeskiej Academia. Początkowo podtytułem pisma był „časopis pro biologickou práci”, zastąpiony przez „časopis pro popularizaci biologie”. Jego przeznaczeniem jest popularyzacja nauki w zakresie biologii. Po 1989 roku nastąpiło unowocześnienie czasopisma, polegające m.in. na zwiększeniu liczby kolorowych ilustracji i wprowadzeniu angielskich streszczeń artykułów. Artykuły są recenzowane. W 2016 wprowadzono dodatek „K výuce” przeznaczony dla nauczycieli biologii.

### Redaktorzy naczelni[2]
- 1953 Oldřich Hykeš
- 1956–72 Albert Pilát
- 1973–90 Slavomil Hejný(inne języki),
- 1990–1991 Vlastimil Lapáček
- 1992–2000 Šárka Orlíková
- 2000–05 Ludmila Krupková
- od 2006 Jana Šrotová.